# 烏亞爾區

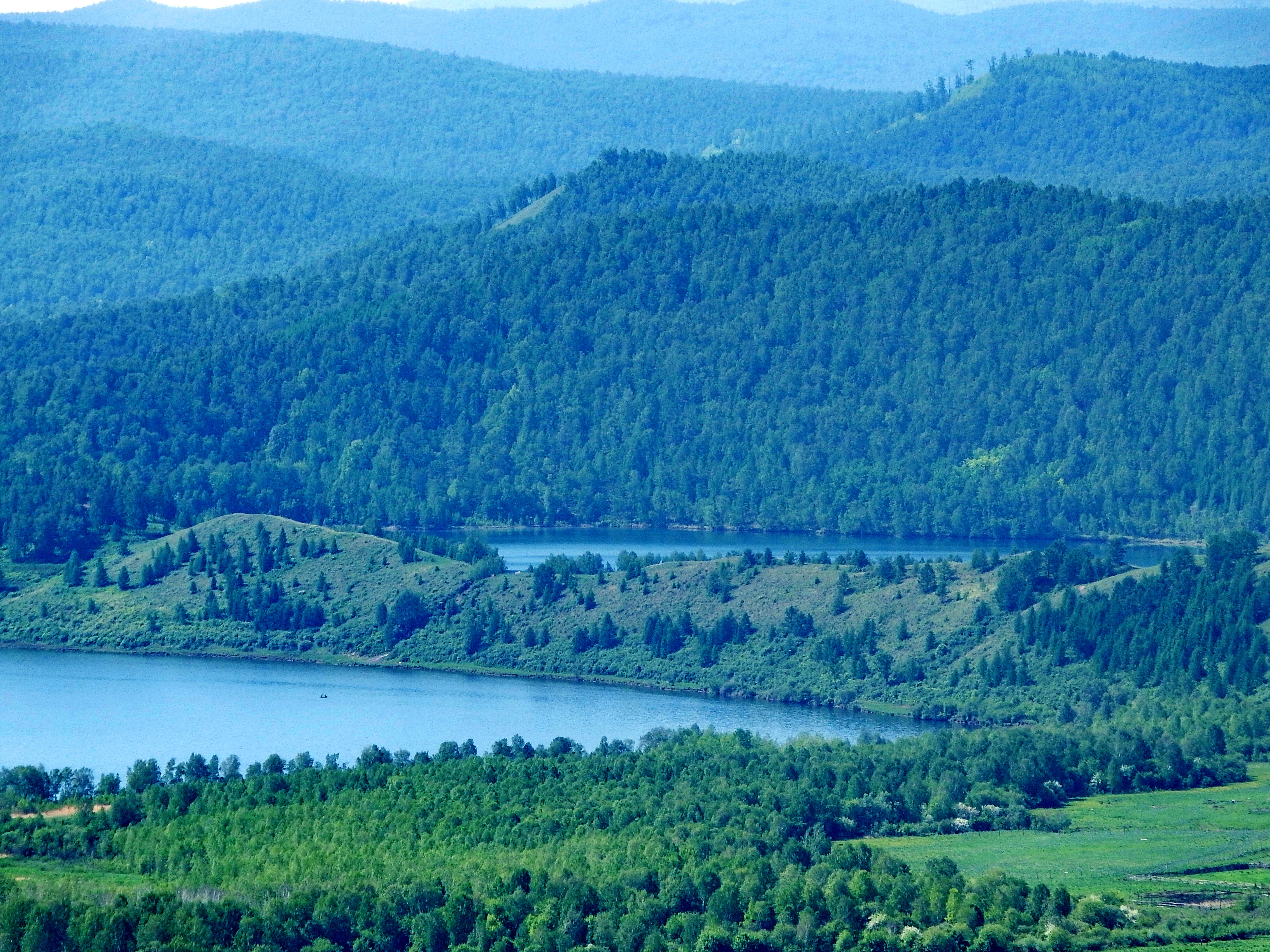

55°49′01″N 94°18′58″E / 55.81694°N 94.31611°E
烏亞爾區（俄语：Уярский район），是俄羅斯的一個區，位於該國中部，由克拉斯諾亞爾斯克邊疆區負責管轄，始建於1924年4月4日，面積2,196平方公里，2010年人口21,932，人口密度每平方公里9.99人。